# Recreativo de Huelva
Maillots
Actualités
Le Real Club Recreativo de Huelva est un club de football espagnol basé à Huelva. Le club a évolué pendant cinq ans en championnat d'Espagne de D1, la dernière fois lors de la saison 2008-2009.

## Historique
| \| Huelva \| Emplacement de Huelva, en Espagne. |
| Huelva                                          |

Le Recre est fondé le 23 décembre 1889 sous le nom de Huelva Recreation Club. Ses instigateurs, le docteur Alexander Mackay et le docteur Robert Russell, deux Écossais travaillant dans les mines de Río Tinto, ont pour but d’apporter aux travailleurs des mines un loisir physique. Ceci en fait le plus ancien club espagnol, il est donc souvent surnommé El Decano, ce qui signifie le doyen en castillan.
Le club évolue pendant cinq saisons en première division : tout d'abord lors de la saison 1978-1979, puis lors de la saison 2002-2003 et enfin entre 2006 et 2009. Il obtient son meilleur classement en première division lors de la saison 2006-2007, se classant 8e du championnat, avec 15 victoires, 9 matchs nuls et 14 défaites.
Le club atteint la finale de la Coupe d'Espagne en 2003 : il y est vaincu par le RCD Majorque sur le score de 3-0.
En mai 2012, l'ancien joueur du FC Barcelone, Sergi Barjuan, devient l'entraîneur du Recreativo pour la saison 2012-2013.

## Palmarès et records

### Palmarès
| Compétitions nationales | Compétitions régionales                                                   |
| - Championnat d'Espagne (0) : - Meilleur classement : 8e en 2007. - Championnat d'Espagne de deuxième division (1) : - Champion : 2006. - Vice-champion : 1978. - Championnat d'Espagne de troisième division (3) : - Champion : 1947, 1951, 1957, 1959, 1961, 1969 et 1974. - Vice-champion : 1991 et 1998. - Championnat d'Espagne de quatrième division (2) : - Champion : 1944 et 1973. - Championnat d'Espagne de cinquième division (1) : - Champion : 2022. - Coupe d'Espagne (0) : - Finaliste : 2003 | - Copa de Andalucía (1) : - Vainqueur : 1918. - Finaliste : 1917 et 1919. |

### Bilan saison par saison
| Année     | Championnat | Championnat | Championnat | Championnat | Championnat | Championnat | Championnat | Championnat | Championnat | Championnat | Championnat | Coupe d'Espagne |
| Année     | Div.        | Pos.        | Pts         | M           | V           | N           | D           | BP          | BC          | Diff.       | Affl.       | Coupe d'Espagne |
| --------- | ----------- | ----------- | ----------- | ----------- | ----------- | ----------- | ----------- | ----------- | ----------- | ----------- | ----------- | --------------- |
| 2005-2006 | D2          | 1er         | 78          | 42          | 22          | 12          | 8           | 67          | 32          | +35         | 11 418      | 2e tour         |
| 2006-2007 | D1          | 8e          | 54          | 38          | 15          | 9           | 14          | 54          | 52          | +2          | 18 225      | 1/16e de f.     |
| 2007-2008 | D1          | 16e         | 44          | 38          | 11          | 11          | 16          | 40          | 60          | -20         | 17 376      | 1/8e de f.      |
| 2008-2009 | D1          | 20e         | 33          | 38          | 8           | 9           | 21          | 34          | 57          | -23         | 16 334      | 1/16e de f.     |
| 2009-2010 | D2          | 9e          | 57          | 42          | 14          | 15          | 13          | 40          | 42          | -2          | 9 277       | 1/8e de f.      |
| 2010-2011 | D2          | 12e         | 56          | 42          | 12          | 20          | 10          | 44          | 37          | +7          | 7 028       | 2e tour         |
| 2011-2012 | D2          | 17e         | 47          | 42          | 12          | 11          | 19          | 49          | 52          | -3          | 5 523       | 2e tour         |
| 2012-2013 | D2          | 13e         | 54          | 42          | 15          | 9           | 18          | 46          | 57          | -11         | 4 918       | 2e tour         |
| 2013-2014 | D2          | 8e          | 61          | 42          | 16          | 13          | 13          | 53          | 53          | +0          | 7 102       | 1/16e de f.     |
| 2014-2015 | D2          | 20e         | 41          | 42          | 10          | 11          | 21          | 37          | 59          | -22         | 5 541       | 3e tour         |
| 2015-2016 | D3          | 13e         | 45          | 38          | 11          | 12          | 15          | 27          | 38          | -11         | 7 843       | 1er tour        |
| 2016-2017 | D3          | 12e         | 47          | 38          | 10          | 17          | 11          | 35          | 41          | -6          | 6 133       | -               |
| 2017-2018 | D3          | 15e         | 47          | 38          | 12          | 11          | 15          | 33          | 36          | -3          | 8 047       | -               |
| 2018-2019 | D3          | 1er         | 78          | 38          | 23          | 9           | 6           | 50          | 23          | +27         | 9 474       | -               |
| 2019-2020 | D3          | 13e         | 33          | 28          | 8           | 9           | 11          | 30          | 31          | -1          | ?           | 1/16e de f.     |
| 2020-2021 | D3          | 18e         | 23          | 26          | 6           | 5           | 15          | 36          | 38          | -2          | ?           | -               |
| 2021-2022 | D5          | 1er         | 77          | 32          | 24          | 5           | 3           | 57          | 20          | +37         | ?           | -               |
| 2022-2023 | D4          | 2e          | 63          | 34          | 17          | 12          | 5           | 39          | 24          | +15         | ?           | 1er tour        |
| 2023-2024 | D3          | 6e          | 61          | 38          | 17          | 10          | 11          | 44          | 37          | +7          | ?           | 1er tour        |
| 2024-2025 | D3          |             |             |             |             |             |             |             |             |             |             | -               |

## Joueurs et personnalités du club

### Entraîneurs
Le tableau suivant présente la liste des entraîneurs du club depuis 1929.
| Rang | Nom                    | Période   |
| ---- | ---------------------- | --------- |
| 1    | Inconnu                | 1929-1930 |
| 2    | Inconnu                | 1930-1931 |
| 3    | Fernando Pérez Arroyo  | 1939-1940 |
| 4    | Quirico Artega         | 1940-1941 |
| 5    | Károly Plattkó         | 1943-1944 |
| 6    | Luís Graiño            | 1944-1945 |
| 7    | Adolfo Bracero         | 1945-1947 |
| 8    | Basilio Marquínez      | 1947      |
| 9    | Santiago Núñez Sánchez | 1947-1948 |
| 10   | Andrés Aranda          | 1948-1949 |
| 11   | Diego Forcén Cabito    | 1949-1950 |
| 12   | José Luis Riera Biosca | 1950-1951 |
| 13   | Diego Villalonga       | 1951-1952 |
| 14   | Leoncito               | 1952-1953 |
| 15   | José Valera Nocera     | 1953-1955 |
| 16   | Andrés Aranda          | 1955      |
| 17   | Camilo Liz             | 1955-1956 |
| 18   | Juan Ruiz Cambra       | 1956-1958 |
| 19   | José Valera Nocera     | 1958      |
| 20   | Adolfo Bracero         | 1958-1959 |
| 21   | Francisco Trinchant    | 1959-1960 |
| 22   | Juan Ochoa             | 1960      |
| 23   | Francisco Antúnez      | 1960-1963 |
| 24   | Juan Aretio            | 1963-1964 |
| 25   | José Luis Riera        | 1964      |
| 26   | Ramón Cobo             | 1964-1965 |
| 27   | Casimiro Benavente     | 1966-1967 |
| 28   | Francisco Antúnez      | 1967-1968 |
| 29   | Enrique Alés           | 1968-1970 |

| Rang | Nom                         | Période   |
| ---- | --------------------------- | --------- |
| 30   | Francisco Antúnez           | 1970-1971 |
| 31   | Vasquero Caño               | 1971-1972 |
| 32   | José Valera Nocera          | 1972      |
| 33   | Antonio Barrios             | 1972      |
| 34   | Enrique Alés                | 1972-1974 |
| 35   | José María Martín Rodríguez | 1974-1975 |
| 36   | Pedro Eguiluz               | 1975      |
| 37   | Manuel Polinario            | 1975      |
| 38   | Santos Bedoya               | 1975-1976 |
| 39   | Eusebio Ríos                | 1976-1979 |
| 40   | Marcel Domingo              | 1979      |
| 41   | Cándido Rosado              | 1979      |
| 42   | José Antonio Naya Mella     | 1979-1980 |
| 43   | Roque Olsen                 | 1980-1981 |
| 44   | Jesús Aranguren             | 1981-1984 |
| 45   | Juan Carlos Touriño         | 1984-1985 |
| 46   | Víctor Espárrago            | 1985-1987 |
| 47   | Manolo Cardo                | 1987-1988 |
| 48   | José Ramón Fuertes          | 1988-1989 |
| 49   | Julio Fernández Peguero     | 1989      |
| 50   | Julio Rubio                 | 1989-1990 |
| 51   | Julio Fernández Peguero     | 1990      |
| 52   | Luis del Sol                | 1990      |
| 53   | Pepe Rivera                 | 1990      |
| 54   | Isabelo Ramírez             | 1990      |
| 55   | Julio Fernández Peguero     | 1991      |
| 56   | José Ramón Fuertes          | 1991-1992 |
| 57   | Cándido Rosado              | 1992      |
| 58   | Manolo Villanova            | 1992-1996 |

| Rang | Nom                               | Période   |
| ---- | --------------------------------- | --------- |
| 59   | Joaquín Caparrós                  | 1996-1999 |
| 60   | Luis Alfonso del Barrio Michelena | 1999-2000 |
| 61   | Julio Fernández Peguero           | 2000      |
| 62   | Lucas Alcaraz                     | 2000-2003 |
| 63   | Paco Herrera                      | 2003      |
| 64   | Sergije Krešić                    | 2003-2004 |
| 65   | Quique Hernández                  | 2004-2005 |
| 66   | Marcelino                         | 2005-2007 |
| 67   | Víctor Muñoz                      | 2007-2008 |
| 68   | Manolo Zambrano                   | 2008      |
| 69   | Lucas Alcaraz                     | 2008-2009 |
| 70   | Javi López                        | 2009      |
| 71   | Raül Agné                         | 2009-2010 |
| 72   | Pablo Alfaro                      | 2010      |
| 73   | Carlos Ríos                       | 2010-2011 |
| 74   | Álvaro Cervera                    | 2011-2012 |
| 75   | Juanma                            | 2012      |
| 76   | Sergi Barjuan                     | 2012-2014 |
| 77   | José Luis Oltra                   | 2014-2015 |
| 78   | Juanma Pavón                      | 2015      |
| 79   | José Dominguez                    | 2015      |
| 80   | Alejandro Ceballos                | 2015-2017 |
| 81   | Juanma Pavón                      | 2017      |
| 82   | Javier Casquero                   | 2017      |
| 83   | Ángel López                       | 2017-2018 |
| 84   | César Negredo                     | 2018      |
| 85   | José María Salmerón               | 2018-2019 |
| 86   | Alberto Monteagudo                | 2019-2020 |
| 87   | Claudio Barragán                  | 2020-     |

### Personnalités emblématiques
- Nasief Morris
- Marco Ruben
- Hubert Baumgartner
- Edwin Congo
- Kanga Akalé
- Antonio Valencia
- Aitor
- Luis Aragonés
- Óscar Arias
- Rafa Barber
- Iker Begoña
- Ignacio Benítez
- Iago Bouzón
- Santi Cazorla
- David Córcoles
- Manu del Moral
- Dimas Delgado
- Miguel Ángel Espínola
- Gerard
- Daniel Güiza
- Juanma
- Juanito
- Loren
- Luci
- José Antonio Luque
- José María Maguregui
- Manolín
- Enrique Mateos
- Mauri
- Antonio Méndez
- Juan Merino
- Julio Alberto Moreno
- Antonio Núñez
- Mariano Pernía
- Poli Rincón
- Iván Rosado
- Curro Torres
- Jesús Vázquez
- José Luis Vegar
- Emilio Viqueira
- Manolo Zambrano
- Florent Sinama-Pongolle
- Emmanuel Agyemang-Badu
- Keita Karamokoba
- Rodolfo Bodipo
- Juan Cuyami
- Juan Epitié
- Juvenal
- Yago Yao
- Franz Platko
- Ikechukwu Uche
- Virgilio Ferreira
- Herminio Toñánez
- Nelson Zelaya
- Paweł Brożek
- Beto
- Carlos Martins
- Mário Silva
- Silvestre Varela
- Laurențiu Roșu
- Alain Nef
- Ersen Martin
- Martín Cáceres
- Víctor Espárrago
- Arsenio Luzardo
- Andreé González
- Josmar Zambrano